# Ливели (Павија)
Ливели је насеље у Италији у округу Павија, региону Ломбардија.
Према процени из 2011. у насељу је живело 60 становника. Насеље се налази на надморској висини од 539 м.